# Skoki do wody

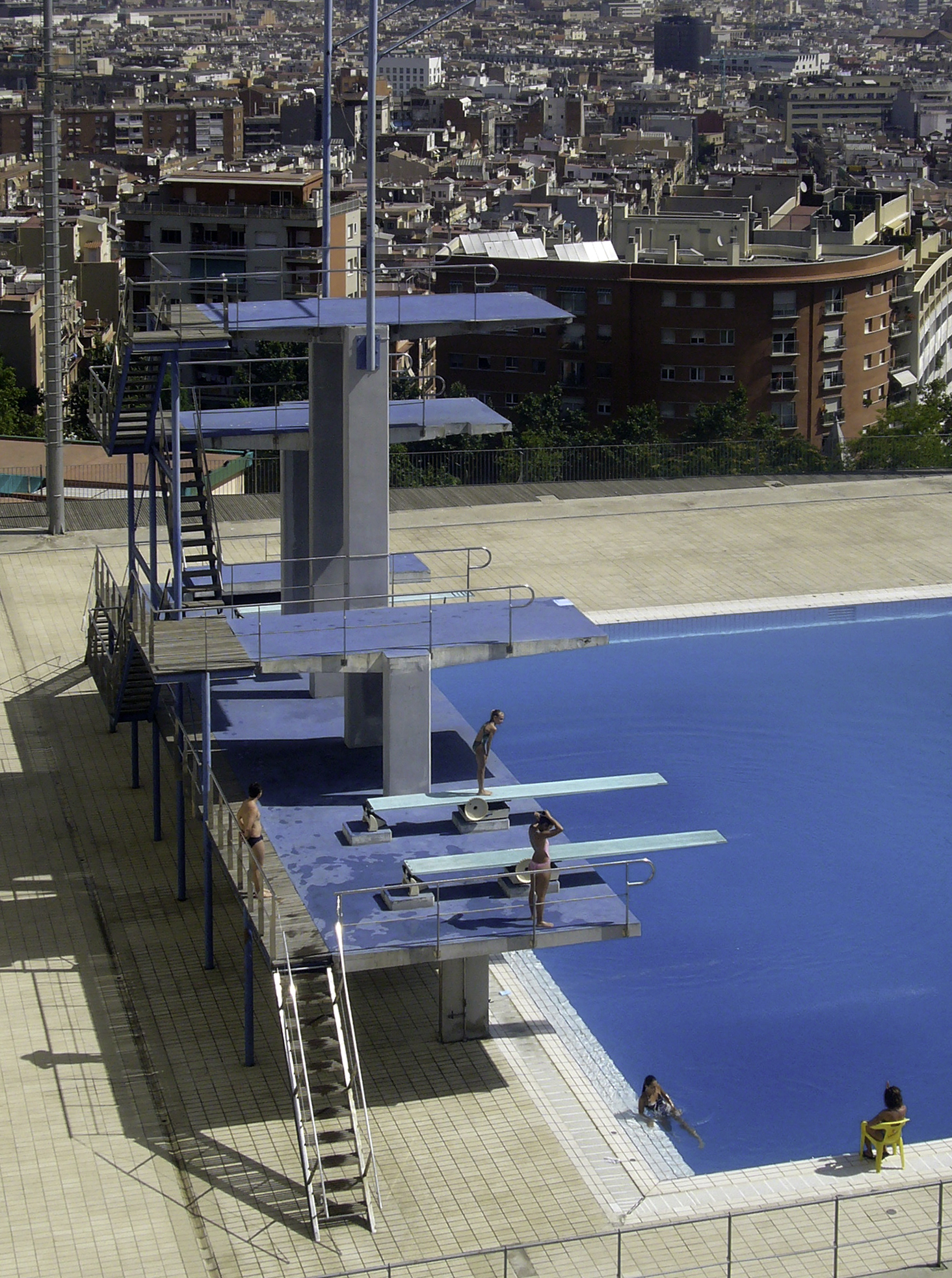
Skocznie basenowe - widoczne wieże różnych wysokości, u dołu trampoliny

Skoki do wody – wodna dyscyplina sportowa, która obejmuje konkurencje skoków do wody.
Rozgrywa się następujące konkurencje skoków:
- z trampoliny (wysokość 1 lub 3 m) – jest 5 rodzajów skoków z trampolin 1- i 3-metrowych: 
  - skok w przód,
  - skok w tył,
  - delfin,
  - auerbach,
  - śruba.
- z wieży (wysokość 5, 7 lub 10 m) – z wież 5-, 7- i 10-metrowych jest o jeden więcej rodzajów skoków niż z trampoliny, ponieważ są jeszcze 
  - skoki ze stania na rękach.

Rozróżnia się więc 6 grup skoków wykonywanych w trzech pozycjach. Skoki wykonywane są z miejsca lub z rozbiegu, w zależności od ustawienia zawodnika w momencie wybicia oraz kierunku obrotu. Zawodnicy skaczą zarówno 
- indywidualnie jak i
- dwójkami (gdzie liczy się również synchronizacja).

O wyniku decyduje ocena poprawności skoku przez sędziów oraz współczynnik jego trudności. 
Od 1899 odbywają się w tej konkurencji mistrzostwa Europy, od 1904 skoki do wody są dyscypliną olimpijską, od 1973 rozgrywane są mistrzostwa świata. Rozwojem tej dyscypliny kieruje Międzynarodowy Komitet Skoków do Wody (IDC) przy Międzynarodowej Federacji Pływania (FINA), a w Polsce Komisja Skoków do Wody przy Polskim Związku Pływackim.